# Ladysmith, British Columbia
Ladysmith är en ort i Kanada.   Den ligger i Cowichan Valley Regional District och provinsen British Columbia, i den sydvästra delen av landet, 3 600 km väster om huvudstaden Ottawa. Ladysmith ligger 71 meter över havet och antalet invånare är 8 740.
Terrängen runt Ladysmith är varierad. Havet är nära Ladysmith åt nordost.Närmaste större samhälle är North Cowichan, 19,1 km sydost om Ladysmith. 